# Liste der Monuments historiques in Garin
Die Liste der Monuments historiques in Garin führt die Monuments historiques in der französischen Gemeinde Garin auf.

## Liste der Bauwerke
| Bezeichnung                    | Beschreibung                  | Standort | Kennzeichnung | Schutzstatus | Datum | Bild           |
| ------------------------------ | ----------------------------- | -------- | ------------- | ------------ | ----- | -------------- |
| Kapelle Saint-Pé de la Moraine | Erbaut im 10./11. Jahrhundert | (Lage)   | PA00094341    | Inscrit      | 1971  | weitere Bilder |

## Liste der Objekte
- Monuments historiques (Objekte) in Garin in der Base Palissy des französischen Kultusministeriums